# Schokoladenwerk Berggold
Die Schokoladenwerk Berggold GmbH ist ein Unternehmen, welches seit 1876 Pralinen und andere Süßwaren herstellt. Der Unternehmenssitz befindet sich in Pößneck, der größten Stadt im Saale-Orla-Kreis im östlichen Thüringen. Hauptabnehmer der Produkte ist der deutsche Lebensmittel- und Süßwarenfachhandel. Außerdem werden sie in über 30 Länder exportiert.

## Geschichte

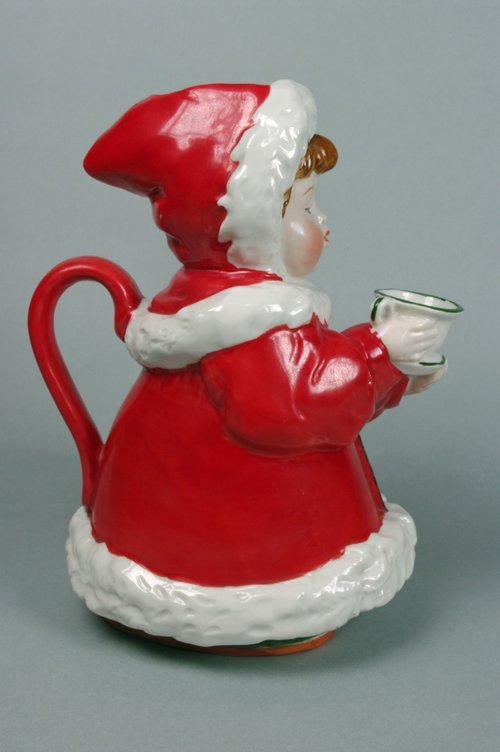
Kakao-Kanne „Bergermädel“;
Entwurf: Siegmund von Suchodolski, um 1910; mutmaßlich von Conta & Böhme; Stadtmuseum Pößneck

1876 wurde die Firma Robert Berger als Schokoladen- und Kakaofabrik gegründet. Nach der Berufung zum Hoflieferanten des Herzogshauses Sachsen-Meiningen 1888 übernahm Erwin Rebling im Jahr 1923 die Leitung des Unternehmens und es erfolgten bauliche und technologische Erweiterungen. 1947 folgten Enteignung und die Überführung in Volkseigentum. In einer Übergangszeit nach dem Krieg konnten nur Brot, Zuckerwaren, Kunsthonig und Marmeladen hergestellt werden. Doch 1949 konnten die ersten Schokoladentafeln in Deutschland nach dem Krieg produziert werden. 1955 erfolgte die Umbenennung in Berggold. Zusammen mit Rotstern wurde Berggold 1966 zum VEB Thüringer Schokoladenwerke zusammengelegt, als dessen Betriebsteil Berggold in der Folge operierte. Bis 1990 war dieser Betrieb Teil des Kombinats Süßwaren.

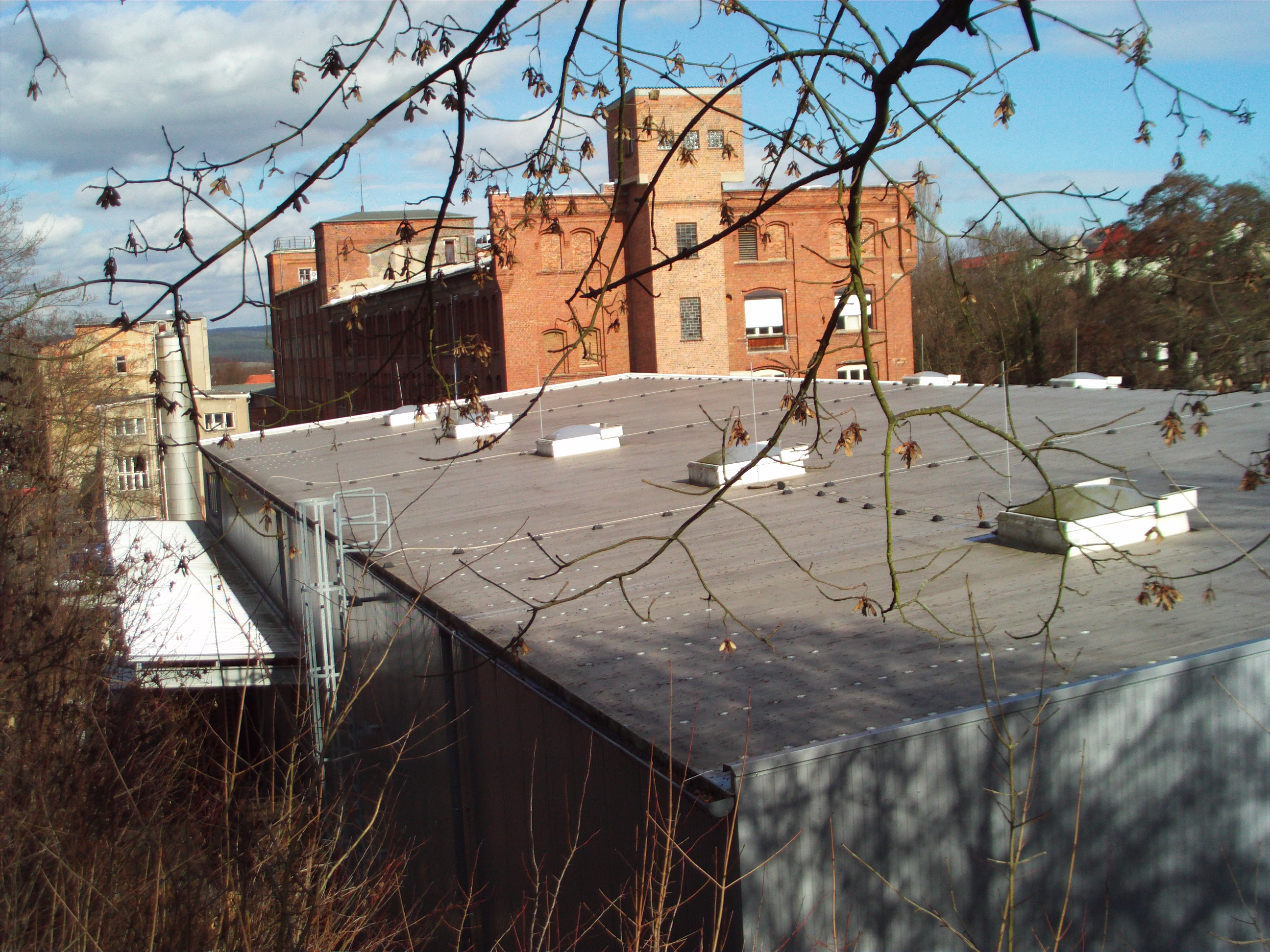
2005 erbaute Lagerhalle, im Hintergrund: das Hauptgebäude

Nach der Umwandlung in eine GmbH im Jahr 1990, mit der Treuhandanstalt als Gesellschafter, folgte 1991 die Privatisierung durch die Heinerle Spiel- und Süßwaren GmbH Bamberg. Diese verlegte 1996 ihre Produktionsstätten nach Pößneck. 2005 wurden 5,4 Mio. Euro in die Bereiche Lager/Logistik, Produktion und Vertrieb investiert. So wurden eine hochmoderne Lagerhalle erbaut und Produktionskapazitäten erweitert. Heute sind noch rund 120 der ehemals 600 bis 900 Mitarbeiter beschäftigt.

## Produkte
Besonders bekannt ist Berggold für seine Pralinenspezialitäten, darunter auch seit Februar 2010 eine Pralinenauslese zur ARD-Telenovela Sturm der Liebe. Darüber hinaus stellt das Unternehmen aber auch folgende Produkte her:
- Geleeprodukte
- Fondant-Artikel
- Schokolierte Trockenfrüchte
- Schokolollys sowie Saison-Artikel.

## Sonstiges
2003 unterzog sich das Unternehmen einem Qualitätsaudit und erhielt im November 2009 bereits zum sechsten Mal die Zertifizierung nach IFS auf höherem Niveau. Daneben ist es auch nach BRC zertifiziert.
Es werden Produkte in über 30 Länder exportiert, so zum Beispiel nach Südafrika, Kanada, Griechenland, Osteuropa, Neuseeland, England, USA, Skandinavien und Australien. Der Exportanteil beläuft sich auf ca. 19 % des Gesamtumsatzes.